# Waiting on a War
«Waiting on a War» es una canción de la banda estadounidense de rock Foo Fighters. La canción es de su décimo álbum de estudio de la banda, Medicine at Midnight. Fue lanzado como el tercer sencillo del álbum el 14 de enero de 2021.

## Antecedentes
La canción fue lanzada por primera vez el 14 de enero de 2021, como el tercer sencillo de su décimo álbum de estudio Medicine at Midnight, después de "Shame Shame" y "No Son of Mine". La fecha fue elegida para celebrar el 52 cumpleaños del líder Dave Grohl. La banda debutó la canción en vivo en Jimmy Kimmel Live! en la misma fecha.

## Composición y temas
Líricamente, la canción fue descrita como el enfoque moderno de Foo Fighters a una canción tipo "Give Peace a Chance". con Grohl reflexionando sobre la posibilidad de un futuro oscuro. El contenido lírico se inspiró en una conversación sombría que Grohl había tenido con su propia hija Harper Grohl, en 2019, que le recordó sus propias preocupaciones sobre el mundo:
"El otoño pasado, mientras conducía a mi hija a la escuela, ella se volvió hacia mí y me preguntó: 'Papá, ¿va a haber una guerra?'. Mi corazón se hundió cuando me di cuenta de que ahora vivía bajo la misma nube oscura que yo. había sentido hace 40 años. Ese día escribí "Esperando una guerra". Todos los días esperando que el cielo caiga. ¿Hay más en esto que eso? ¿Hay más en esto que simplemente esperar una guerra? Porque necesito más. Todos lo hacemos.
Grohl explicó más tarde que él mismo había temido el efecto de la Guerra Fría mientras crecía en Washington D. C. Una vez finalizada la canción, Grohl sintió que era una de las mejores canciones que la banda había escrito.
La canción fue descrita como una "melodía acústica" y una "balada dolorosa" que "explota con la furia del rock en la recta final".  La mayor parte de la canción se compone principalmente de Grohl cantando sobre una guitarra acústica, bajo, batería y cuerdas, antes de aumentar la intensidad en su segunda mitad y pasar a un sonido de rock enérgico de banda completa con guitarras eléctricas durante el último minuto. . Se notó que la canción tenía un sonido de Foo Fighters más tradicional que los sencillos anteriores del álbum.

## Posicionamiento en lista

### Sucesión en listas
| Anterior: «Self Destructor» de Chevelle | Mainstream Rock Songs — Sencillo Nro 2 10 de abril de 2021 — 24 de abril de 2021 | Siguiente: «And So It Went» de The Pretty Reckless ft. Tom Morello |